# Turza Wielka (Ukraina)
Turza Wielka  (ukr. Велика Тур'я) – wieś na Ukrainie, w  obwodzie iwanofrankiwskim, w rejonie dolińskim.